# Juste Lisch
Pour les articles homonymes, voir Lisch.
Juste Lisch, né le 10 juin 1828 à Alençon et mort le 24 août 1910 à Paris, est un architecte français.

## Biographie
Jean Just Gustave Lisch naît sous la Seconde Restauration, à Alençon, où son père dirige une importante filature.
En 1847, il entre à l’École des beaux-arts de Paris comme élève de l'architecte Léon Vaudoyer. Puis il est dessinateur-concepteur dans des ateliers d'orfèvrerie et de bronze, avant de rejoindre l'atelier d'Henri Labrouste.
À sa sortie de l'école en 1852, il est attaché aux travaux de restauration du palais de l'Élysée situé dans la rue du Faubourg-Saint-Honoré dans le 8e arrondissement de Paris. Puis il intègre le service chargé de l'entretien des édifices religieux de l'État, sous le patronage d'Eugène Millet et Eugène Viollet-le-Duc. Ce dernier lui confie les travaux de restauration de la cathédrale Notre-Dame d'Amiens.
De 1878 à 1901, il occupe le poste d'Inspecteur général des Monuments historiques et réalise diverses constructions.
Il prend sa retraite en 1901 et meurt à Paris, à son domicile de la rue de Marignan, le 24 août 1910 sous la Troisième République à l'âge de 82 ans. Il est le père de l'architecte Georges Lisch et le beau-père des architectes Lucien Lefort et Lucien Viraut. Il est enterré au cimetière monumental de Rouen.

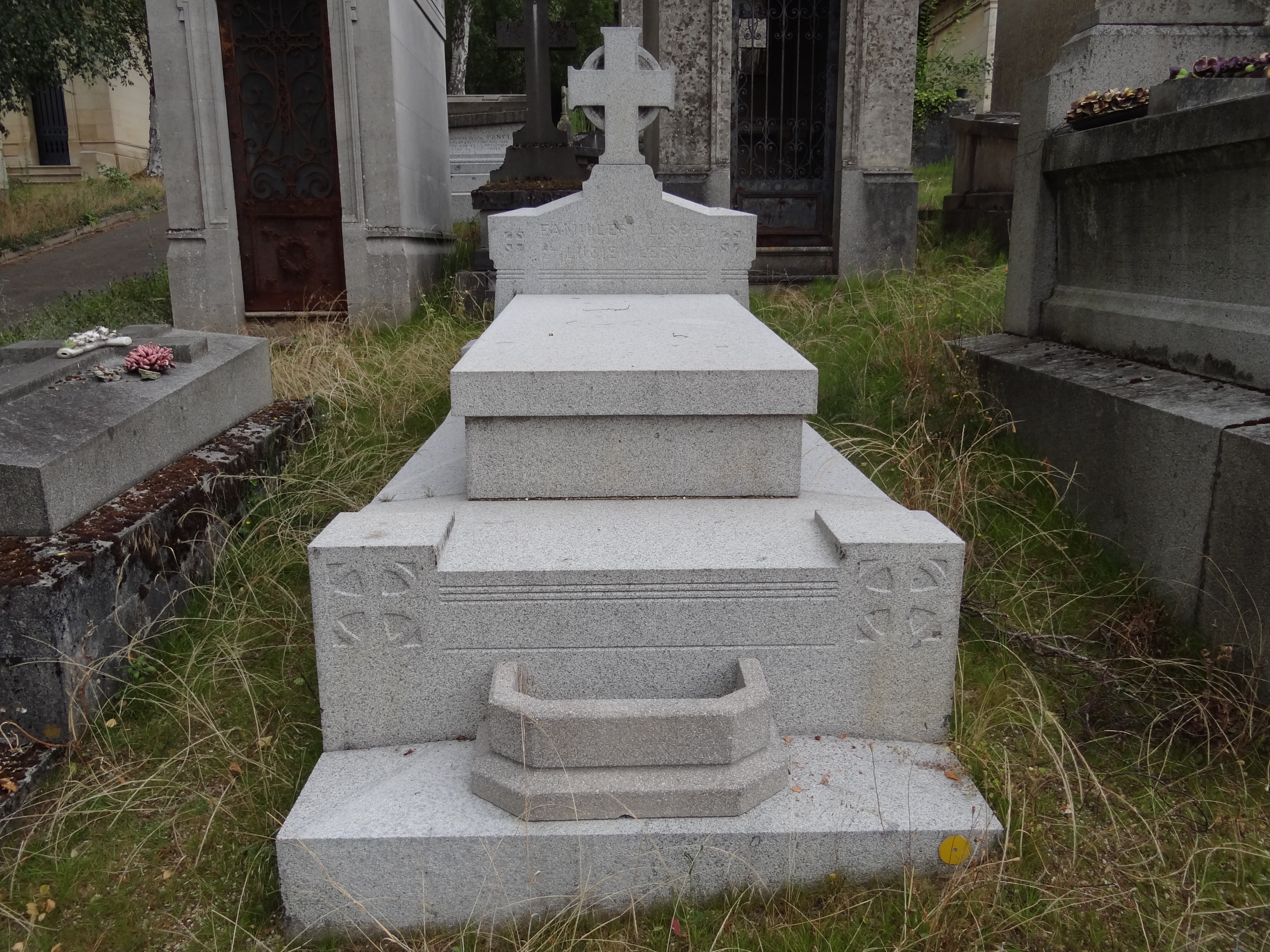
La tombe de Juste Lisch au cimetière monumental de Rouen (Seine-Maritime).

## Restauration de monuments
La restauration de monuments a occupé une grande partie de sa carrière d'architecte. Il a notamment réalisé des travaux sur les édifices suivants :

### Édifices civils

#### Palais de Justice
- Palais de justice historique de Lyon ;
- Palais de justice de Dijon ;
- Palais de justice d'Agen en 1869[5] ;
- Palais de justice de La Rochelle.

#### Châteaux
- château de Valence-d'Agen[6] ;
- château de Fontaines-en-Sologne[7] ;
- château de Serquigny[8] ;
- château de Pierrefonds[9] ;
- château Saint-Étienne[10] ;
- château de Livet-sur-Authou.

#### Autres
- la salle des thèses et l’hôtel Cabu (ou maison de Diane de Poitiers) à Orléans ;
- la tour Saint-Nicolas[11] et l'Hôtel de ville[12] de La Rochelle, où il a également fourni des projets de restauration pour la tour de la Lanterne[13] ;

### Édifices religieux
- Abbaye de Saint-Benoît-sur-Loire à partir de 1865 après Delton et Millet ;
- Oratoire carolingien de Germigny-des-Prés, entre 1868 et 1871 ;
- Église Saint-Siméon le Stylite de Ferrières ;
- Église Notre-Dame-des-Menus de Boulogne-Billancourt entre 1872 et 1879, restauration du décor intérieur ;
- Basilique Notre-Dame de Cléry-Saint-André ;
- Abbatiale royale de Saint-Denis en 1849 ;
- Prieuré Saint-Martin d'Esnandes[14].

## Construction

### Gares pour les chemins de fer

#### Région parisienne
- le Pavillon d'Exposition dite gare du Champ de Mars ou gare des Carbonnets à Asnières-sur-Seine en 1877[15],[16] ;
- l'agrandissement de la gare Saint-Lazare[17] et la construction de l'hôtel Terminus (pour l'Exposition universelle de Paris de 1889), qui lui valent d'être promu officier de la Légion d'honneur ;
- la gare de Javel dans le 15e arrondissement de Paris (1900) ;
- la gare de l'avenue Foch dans le 16e arrondissement de Paris (1900) ;
- la gare des Invalides dans le 7e arrondissement de Paris (1900) ;
- la gare de Colombes et des immeubles d'habitation attenants à Colombes[2].

#### Seine-Maritime
- la gare du Havre de 1883, détruite en 1944 ;
- la gare de Rouen-Orléans à Rouen (1894), détruite en 1944[18] ;

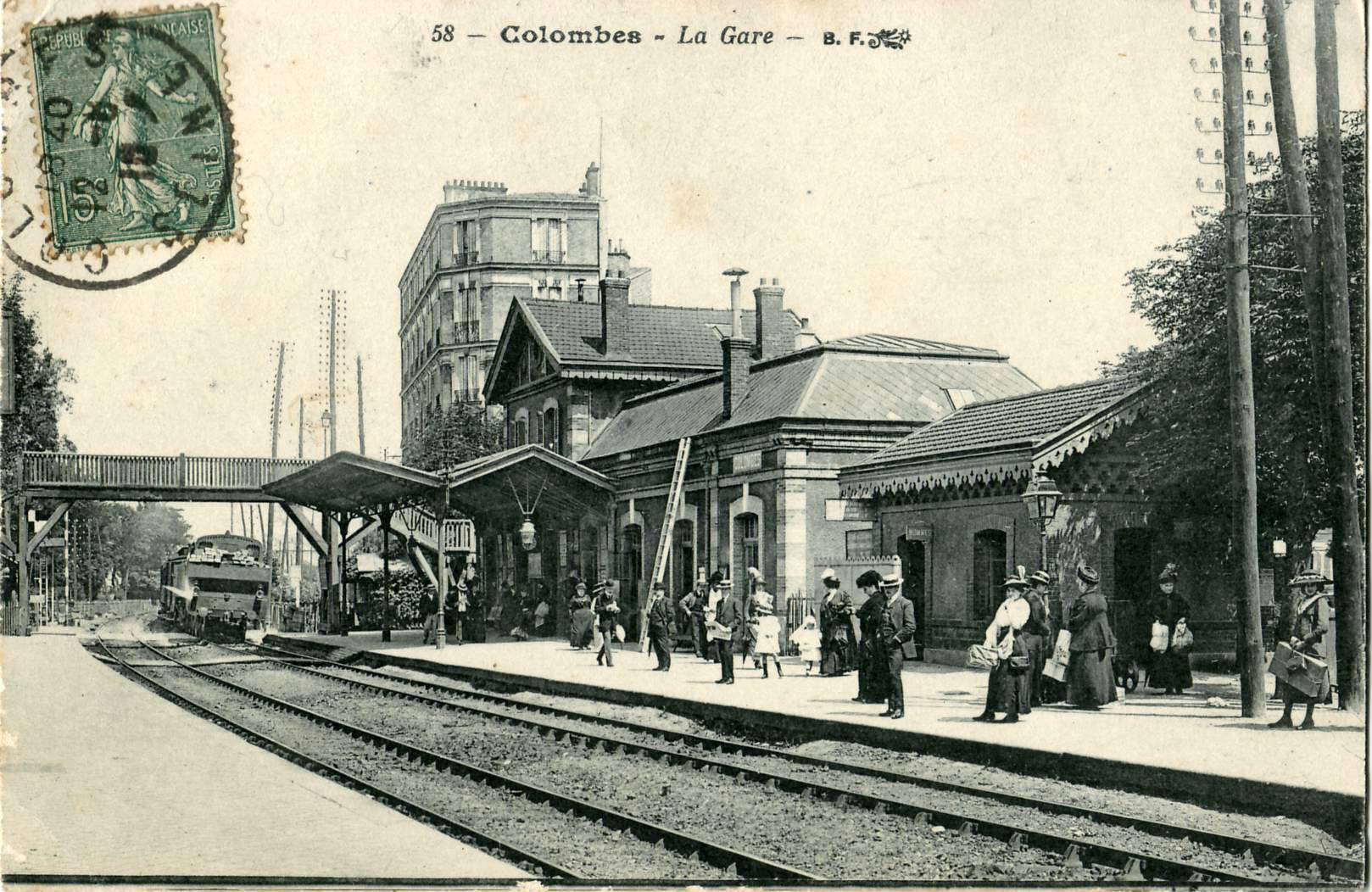
Colombes.
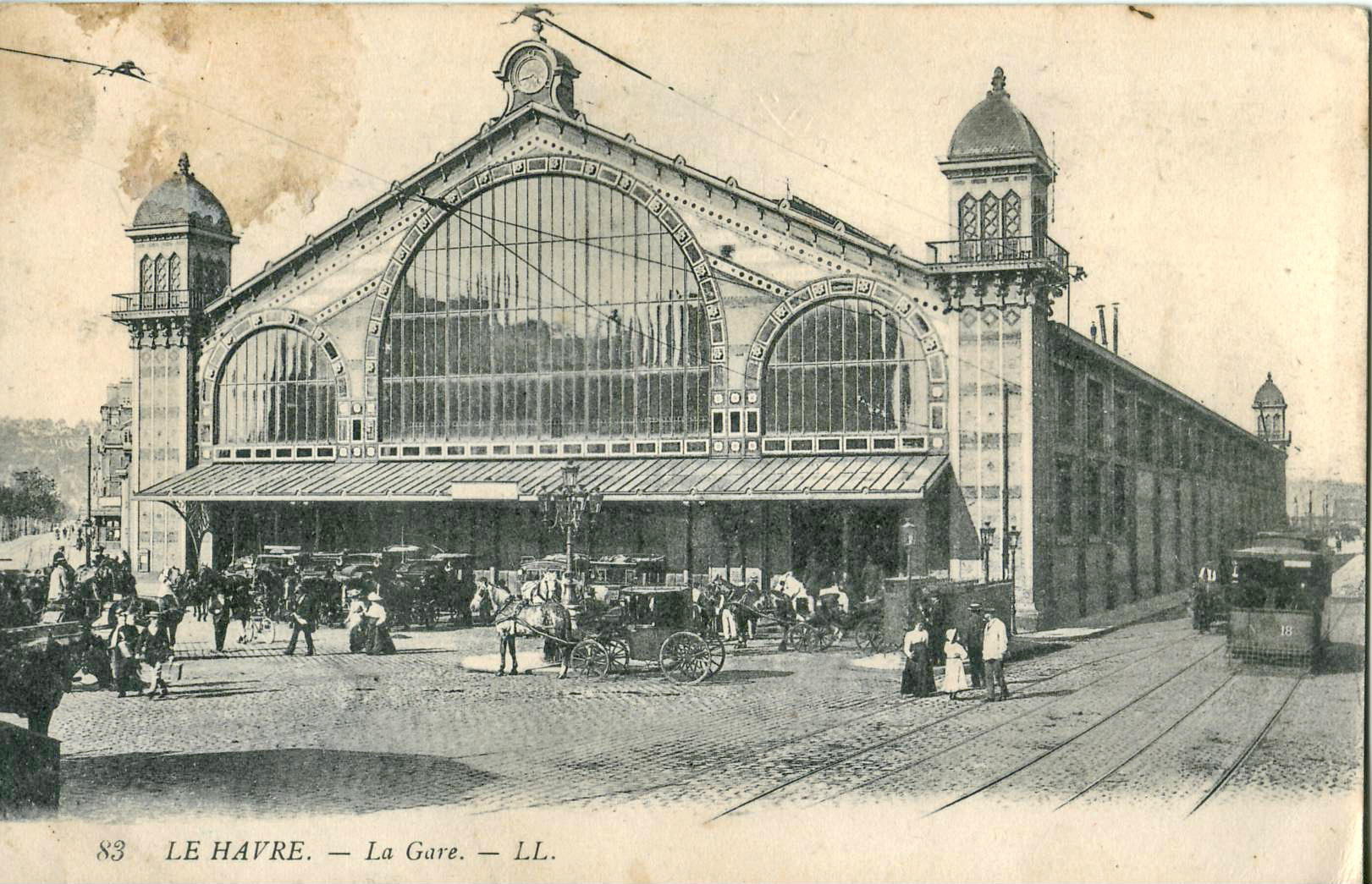
Le Havre (1881).
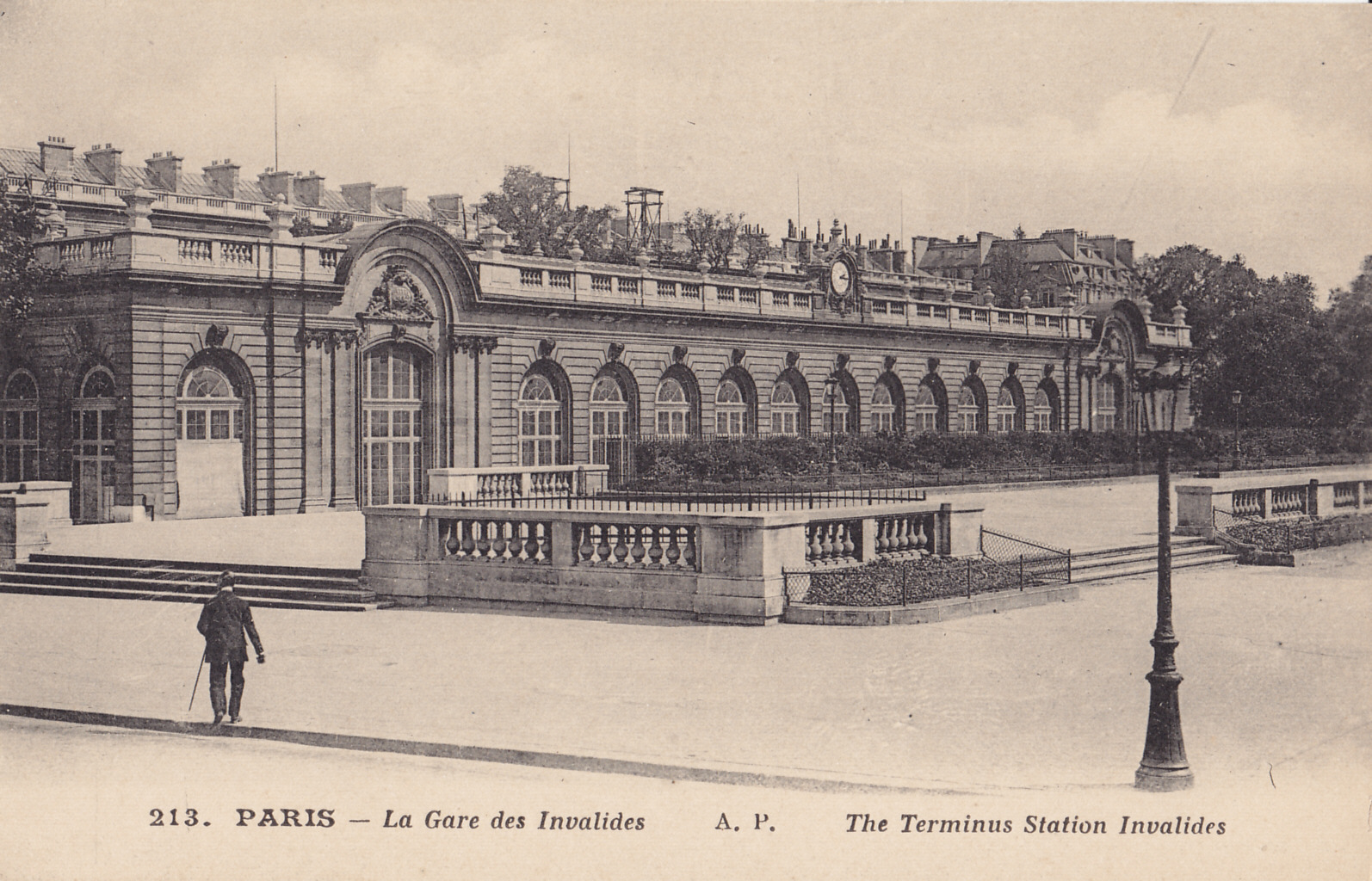
Les Invalides (Paris).
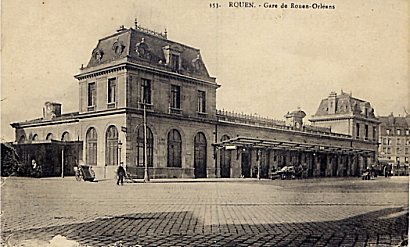
Rouen Orléans.
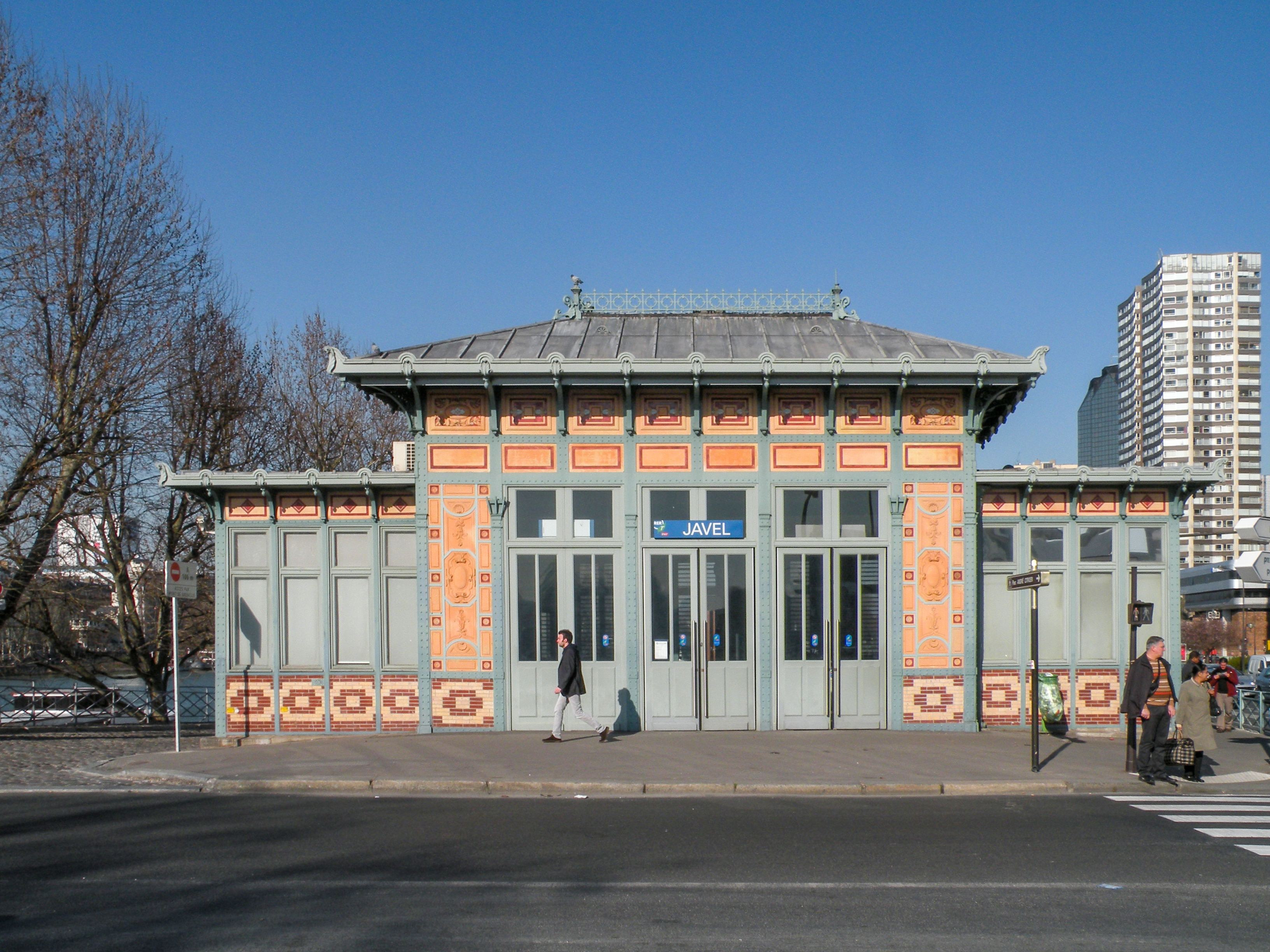
Javel (Paris).

### Autres
- Chapelle de la maison mère des Sœurs auxiliatrices (dames auxiliatrices des âmes du purgatoire) de Paris 6e entre 1873 et 1876 ;
- Chapelle de l'hôtel de Biron (Paris) en 1876 ;
- Monument à Jeanne d'Arc (Bonsecours) (1890/1892)[19]
- Ancien siège de la Chambre de Commerce de Paris dans le deuxième arrondissement (1891, agrandissement)[20]
- Lycée Émile Duclaux (Aurillac)[21]

## Relevés et dessins
Juste Lisch a laissé de nombreux dessins, dont :
- un relevé de l'abside de l'Oratoire carolingien de Germigny-des-Prés, daté de 1873 ;
- deux illustrations représentant les tours du Vieux-Port de La Rochelle avant et après qu’elles ont été endommagées, réalisées en 1864.

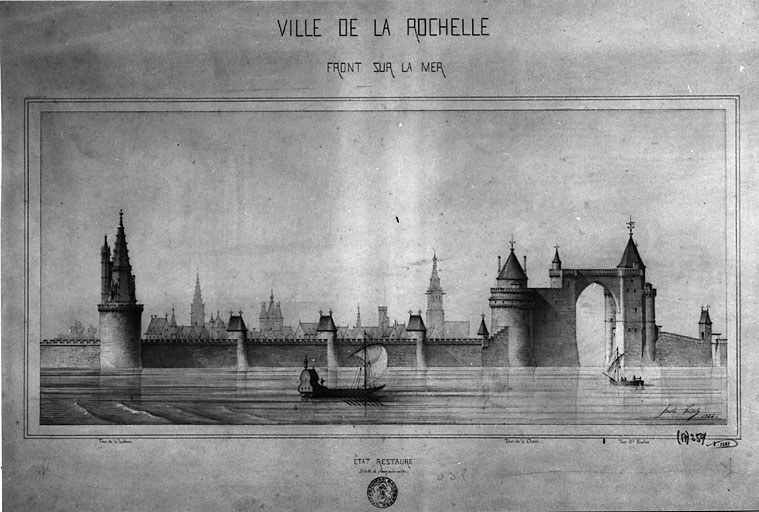
La Rochelle.
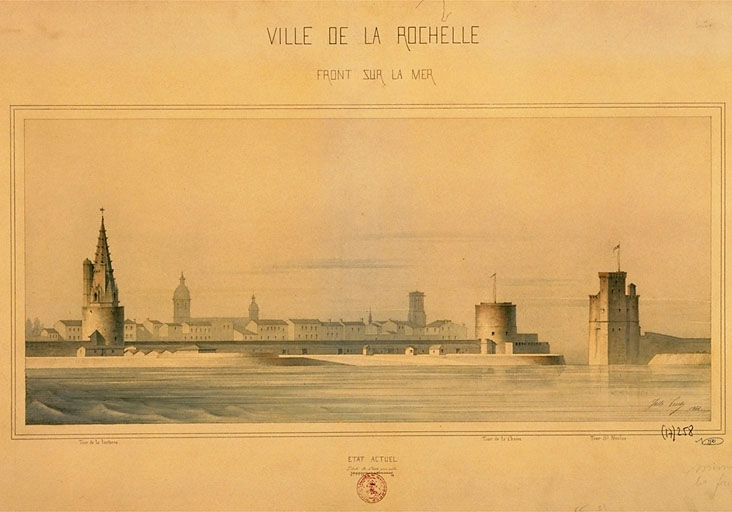
La Rochelle.
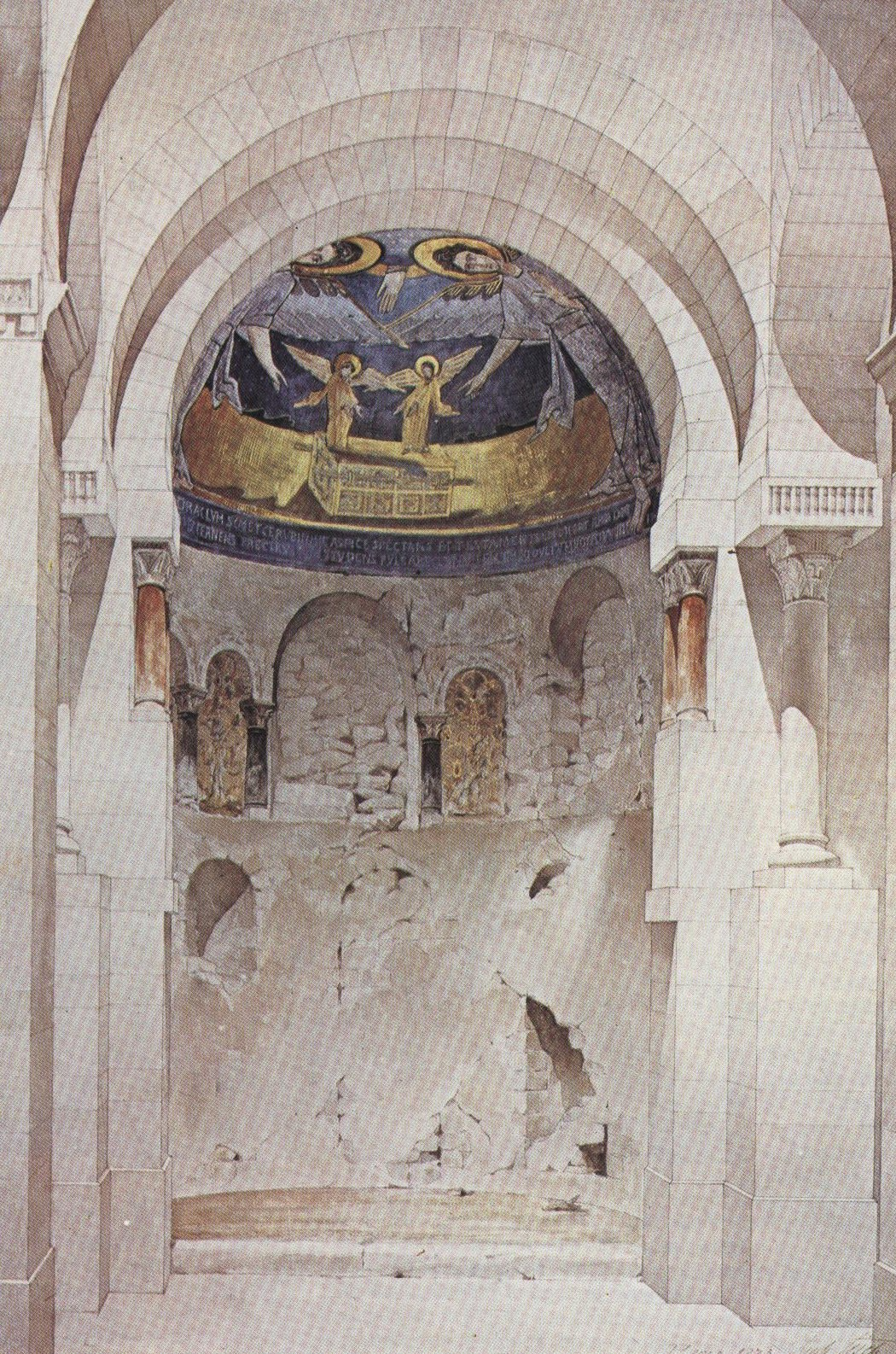
Abside de l'oratoire carolingien de Germigny-des-Prés.

## Distinction
- Officier de la Légion d'honneur (1889)

Juste Lisch a été nommé chevalier de la Légion d'honneur le 18 août 1868 puis promu au grade d'officier de la Légion d'honneur le 8 avril 1889.

## Hommage
En 2009-2010, une exposition lui est consacrée au musée municipal d'Art et d'Histoire de Colombes intitulée Gares à Lisch : l'épopée d'un architecte ferroviaire (1828-1910).